# Піщанське сільське поселення (Петровськ-Забайкальський район)
Піща́нське сільське поселення (рос. Песчанское сельское поселение) — сільське поселення у складі Петровськ-Забайкальського району Забайкальського краю Росії.
Адміністративний центр — село Піски.

## Населення
Населення сільського поселення становить 722 особи (2019; 846 у 2010, 844 у 2002).

## Склад
До складу сільського поселення входять:
| Населений пункт     | Населення, осіб (2002) | Населення, осіб (2010) |
| ------------------- | ---------------------- | ---------------------- |
| Красна Долина, село | 183                    | 172                    |
| Нова Зардама, село  | 149                    | 121                    |
| Піски, село         | 510                    | 548                    |
| Стара Зардама, село | 2                      | 5                      |